# Tiazolo
Il tiazolo o 1,3-tiazolo è un composto eterociclico aromatico costituito da un anello di cinque atomi: tre di carbonio, uno di azoto e uno di zolfo. Il tiazolo appartiene alla classe degli azoli. Diversamente dall'isomero isotiazolo i due eteroatomi non sono in posizione adiacente.
È un liquido infiammabile, incolore leggermente tendente al giallo con un odore che ricorda la piridina.
Il tiazolo è utilizzato per la fabbricazione di biocidi, fungicidi, farmaci e coloranti.

## Struttura molecolare
I tiazoli sono una classe di composti organici eterociclici che hanno come base il tiazolo ed includono gli imidazoli e gli oxazoli. Il tiazolo può anche essere considerato un gruppo funzionale.
Gli oxazoli sono composti correlati, in cui lo zolfo è sostituito dall'ossigeno. Strutturalmente simili anche gli imidazoli, in cui lo zolfo tiazolico è sostituito dall'azoto.

L'anello tiazolico è planare e aromatico. I tiazoli si caratterizzano per un maggior numero di pi-elettroni delocalizzati rispetto ai corrispondenti composti degli oxazoli e presentano quindi una maggiore aromaticità.